# Heteroscorpion raselimananai
Espèce
Heteroscorpion raselimananai est une espèce de scorpions de la famille des Heteroscorpionidae.

## Distribution
Cette espèce est endémique d'Atsimo-Atsinanana à Madagascar. Elle se rencontre vers Andranolalina à 650 m d'altitude sur le mont Ambatobe.

## Description
La femelle holotype mesure 73,1 mm.

## Étymologie
Cette espèce est nommée en l'honneur d'Achille Philippe Raselimanana.

## Publication originale
- Lourenço & Goodman, 2004 : Description of a new species of Heteroscorpion Birula (Scorpiones, Heteroscorpionidae) from the eastern lowland humid forest of south-eastern Madagascar. Revista ibérica de aracnología, vol. 9, p. 319-323 (texte intégral).